# Jikkyō Powerful Pro Yakyū 2
Jikkyō Powerful Pro Yakyū 2 (実況パワフルプロ野球2?) es un videojuego de béisbol para Super Famicom publicado por Konami en febrero de 1995, exclusivamente en Japón. Este es el segundo juego de la saga Jikkyō Powerful Pro Yakyū.